# Georg Bühler
Georg Bühler (Borstel, 19 luglio 1837 – Lindau, 8 aprile 1898) è stato un indologo tedesco.

## Biografia
Bühler nacque a Borstel, Hannover, frequentò un liceo ad Hannover, dove imparò greco e latino, poi andò presso l'università di Gottinga, per studiare teologia, filosofia, sanscrito, avestico, persiano, armeno, e arabo. Nel 1858 conseguì il dottorato in lingue orientali e in archeologia portando come tesi un approfondimento del suffisso -της, nella grammatica greca. Nello stesso anno si recò a Parigi per studiare i manoscritti sanscriti, e nel 1859 a Londra. A Oxford studiò i manoscritti vedici presso la Biblioteca Bodleiana dell'Università di Oxford, mentre in Inghilterra, Bühler fu un insegnante privato e (da maggio 1861) assistente bibliotecario della regina, nel Castello di Windsor.

## Carriera
Nell'autunno 1862 Bühler fu nominato assistente presso la Biblioteca di Gottinga. Successivamente ricevette un invito, tramite il filosofo tedesco Max Müller, per aderire alla Benares Sanskrit College in India. Ma li fu anche proposto (sempre tramite il Prof. Müller) un'offerta come professore di Lingue orientali presso il Elphinstone College, Bombay (oggi Mumbai). Bühler senza pensare decise dunque di essere un professore.
Uno dei suoi studenti più noti era il giurista Kashinath Trimbak Telang. Nel anno successivo, Bühler diventò membro dell'Università di Mumbai e membro del Bombay Branch della Royal Asiatic Society. Rimase in India fino al 1880. Durante questo periodo raccolse un notevole numero di testi per il governo indiano e per le biblioteche di Berlino, per l'Università di Cambridge e per l'Università di Oxford.
Nel 1878 scrisse l'introduzione e il glossario del pracrito Pâiyalachchhî Nâmamâlâ, di Dhanapala. Scrisse anche una a traduzione del Apastamba, Dharmaśāstra ecc.
L'8 aprile 1898 Bühler annegò nel Lago di Costanza, in circostanze alquanto misteriose. Fonti contemporanee per lo più lo attribuiscono come un incidente, ma fu ipotizzato dagli studiosi che si trattasse di suicidio.

## Pubblicazioni principali
- Prakrit dictionary Paiyalacchinamamala (1878)
- Erklärung der Ashokainschriften (1883–1893)
- The roots of the Dhatupatha not found in literature (1894)
- On the origin of the Kharosthi alphabet (ibid. 1895)
- Digest of Hindu law cases (1867–1869; 1883)
- Panchatantra with English notes (1868; 1891)
- Apastambiya Dharmasutra (1868–1871; 1892–1894)
- Catalogue of Sanskrit manuscripts from Gujarat (4 vol., 1871–1873)
- Dachakumaracharita, with English notes (no. 10, 1873, 1887; II, con P. Peterson)
- Vikramankacharita with an introduction (1875)
- Detailed report of a tour in Kashmir (1877)
- Sacred laws of the Aryas (I, 1879; II, 1883; vols. 2 e 14)
- Third book of sanscrit (1877; 1888)
- Leitfaden für den Elementarcursus des Sanskrit (1883)
- Inscriptions from the caves of the Bombay presidency (1883)
- Paleographic remarks on the Horrinzi palmleaf manuscript (1884)
- The laws of Manu translated (vol. 25, 1886)
- Translation of the Dhauli and Jaugada versions of the Ashoka edicts (vol. I, 1887)
- On the Origin of the Indian Brahma Alphabet (tedesco 1895, inglese 1898)

Nel Schriften der Wiener Akademie der Wissenschaften:
- Über eine Sammlung von Sanskrit- und Prakrit-Handschriften (1881)
- Über das Zeitalter des Kashmirischen Dichters Somadeva (1885)
- Über eine Inschrift des Königs Dharasena von Valabhi (1886)
- Über eine neue Inschrift des Gurjara königs Dadda II (1887)
- Über eine Sendrakainschrift
- Über die indische Sekte der Yainas
- Über das Navasahasankacharita des Padmagupta (1888, con Th. Zachariae)
- Über das Sukrtasamkirtana des Arisimha (1889)
- Die indischen Inschriften und das Alter der indischen Kunstpoesie (1890)
- Indian studies: I. The Jagaducarita of Sarvananda, a historical romance from Gujarat (1892); II. Contributions to the history of the Mahabharata (con J. Kirste); III. On the origin of the Brahmi alphabet (1895)